# Vivian Stuart
Pour les articles homonymes, voir Stuart.
Violet Vivian Finlay (n. 2 janvier 1914 dans le Berkshire, Angleterre - m. août 1986 dans le Yorkshire, Angleterre) était une romancière britannique spécialisée dans les romans d'amour. Elle a signé certains de ses livres avec son nom marital, Vivian Stuart et elle utilise également les pseudonymes Alex Stuart, Barbara Allen, Fiona Finlay, V.A. Stuart, William Stuart Long et Robyn Stuart.

### Sous le nom Alex Stuart
- Catherine et le Capitaine
- La Croisière du S.S. Viking
- Doux Vertige
- Et l'amour, docteur Joe ?
- L'Inconnue du train de nuit
- La Maison de Becky

### Sous le nom Fiona Finlay
- L'Amazone aux cheveux d'or
- Tempête sur l'île et dans les cœurs

### Sous le nom Robyn Stuart
- Un été incertain
- Le Vaisseau de la liberté